# Frederick Alt
Frederick Wayne Alt (1949) é um geneticista e imunologista estadunidense.

## Condecorações selecionadas
- 1994 membro da Academia de Artes e Ciências dos Estados Unidos[1]
- 1994 membro da Academia Nacional de Ciências dos Estados Unidos[2]
- 1999 membro associado da Organização Europeia de Biologia Molecular[3]
- 2004 Pasarow Foundation Award
- 2009 Prêmio William B. Coley (com Klaus Rajewsky)[4]
- 2014 Prêmio Rosenstiel[5]
- 2015 Prêmio Szent-Györgyi por Progresso em Pesquisa do Câncer